# 추억의 음악창고 (전북교통방송)
송정란의 추억의 음악창고는 TBN 전북교통방송(전주 FM 102.5, 장수 FM 106.1MHz)에서 평일 밤 8시부터 9시 55분까지 방송했던 음악 프로그램이다.

## 프로그램 소개
- 저녁시간대 청취자에게 편안함과 잔잔함을 전달하고자함

## 요일 코너

### 월요일
- 빨강쉼표 : 한주의 첫 시작 가슴 따뜻한 미담 소개

### 화요일
- 주황쉼표 : 그때 그 시절 추억이야기

### 수요일
- 노랑쉼표 : 친숙한 가수 스토리와 노래 감상

### 목요일
- 파랑쉼표 : 그리스 로마 신화 등 신비로운 인물 사건 탐구

### 금요일
- 청취자 신청곡 : 애청자 사연 및 신청곡